# Kościół św. Mikołaja w Zbąszyniu
Kościół świętego Mikołaja – rzymskokatolicki kościół cmentarny należący do parafii Najświętszej Marii Panny Wniebowziętej w Zbąszyniu.
Jest to świątynia wzniesiona w XVIII wieku. Niektóre źródła podają datę budowy w XVII wieku. Budowla była restaurowana w 1922 roku.
Kościół jest drewniany i posiada konstrukcję zrębową. Świątynia jest nieorientowana. Budowla jest salowa, nie posiada wydzielonego prezbiterium z nawy, zamknięta jest trójbocznie. Z przodu nawy jest umieszczona kruchta. Świątynię nakrywa dach jednokalenicowy, pokryty dachówką. Wnętrze jest otynkowane i nakryte płaskim stropem. Ołtarz główny murowany o cechach stylu klasycystycznego powstał na początku XX wieku.